# 瓦阿莫奇卡湖
62°34′51″N 176°46′02″E / 62.58083°N 176.76722°E
瓦阿莫奇卡湖（俄语：Ваамочка），是俄羅斯的湖泊，位於該國東北部楚科奇自治區，由阿納德爾區負責管轄，面積66.2平方公里，集水區面積1,710平方公里，平均水深3米。